# Hans Lietzmann
Hans Lietzmann (2 de março de 1875 - 25 de junho de 1942), ou Iohannes Lietzmann (seu nome latino), nasceu em Düsseldorf e foi um teólogo protestante alemão e historiador da igreja.

## Biografia
Iniciou seus estudos em Jena, tendo continuado seus estudos em Bonn, onde foi aluno de Hermann Usener. Em 1905, foi nomeado professor na Universidade de Jena para lecionar História da Igreja. Sucedeu Adolf von Harnack na Universidade de Berlim em 1923. Tornou-se "Doctor Honoris Causa" da Universidade de Atenas. Em 1927, passou a ser membro da Academia Prussiana de Ciências.
Casou-se em 1919 e foi pai de três filhos, incluindo a jornalista Sabina Lietzmann. Seu único filho varão morreu no Leste em 1941.
Hans Lietzmann também foi membro da Sociedade das Quartas-feiras de Berlim.
Suas viagens científicas levaram-no às bibliotecas de manuscritos de Viena, Basileia, Zurique, Veneza, Milão, Génova, Florença, Roma, Petersburgo e Moscovo.
Lietzmann combinou pesquisa do Novo Testamento, História da Igreja e litúrgica com filologia clássica, arqueologia cristã e estudos religiosos comparativos e foi editor de inúmeras obras teológicas padrão.
Entre outras coisas, foi cofundador e até 1942 coeditor do "Real Lexicon for Antiquity and Christianity".
Foi editor da série "Small Texts for Lectures" e "Exercises e Tabulae in usum scholarum", ambas publicadas por A. Marcus e E. Weber's Verlag em Bonn.
Durante a Primeira Guerra Mundial, ele trabalhou para a Cruz Vermelha.

## Legado
Amplamente conhecido por Sociedade das Quartas-feiras de Berlimtoridade nas áreas de arqueologia, filologia clássica e papirologia.
Dentre seus escritos, sua coleção mais famosa é a "A History of the Early Church".

## Morte
Lietzmann morreu em Locarno, Suíça, em 25 de junho de 1942.

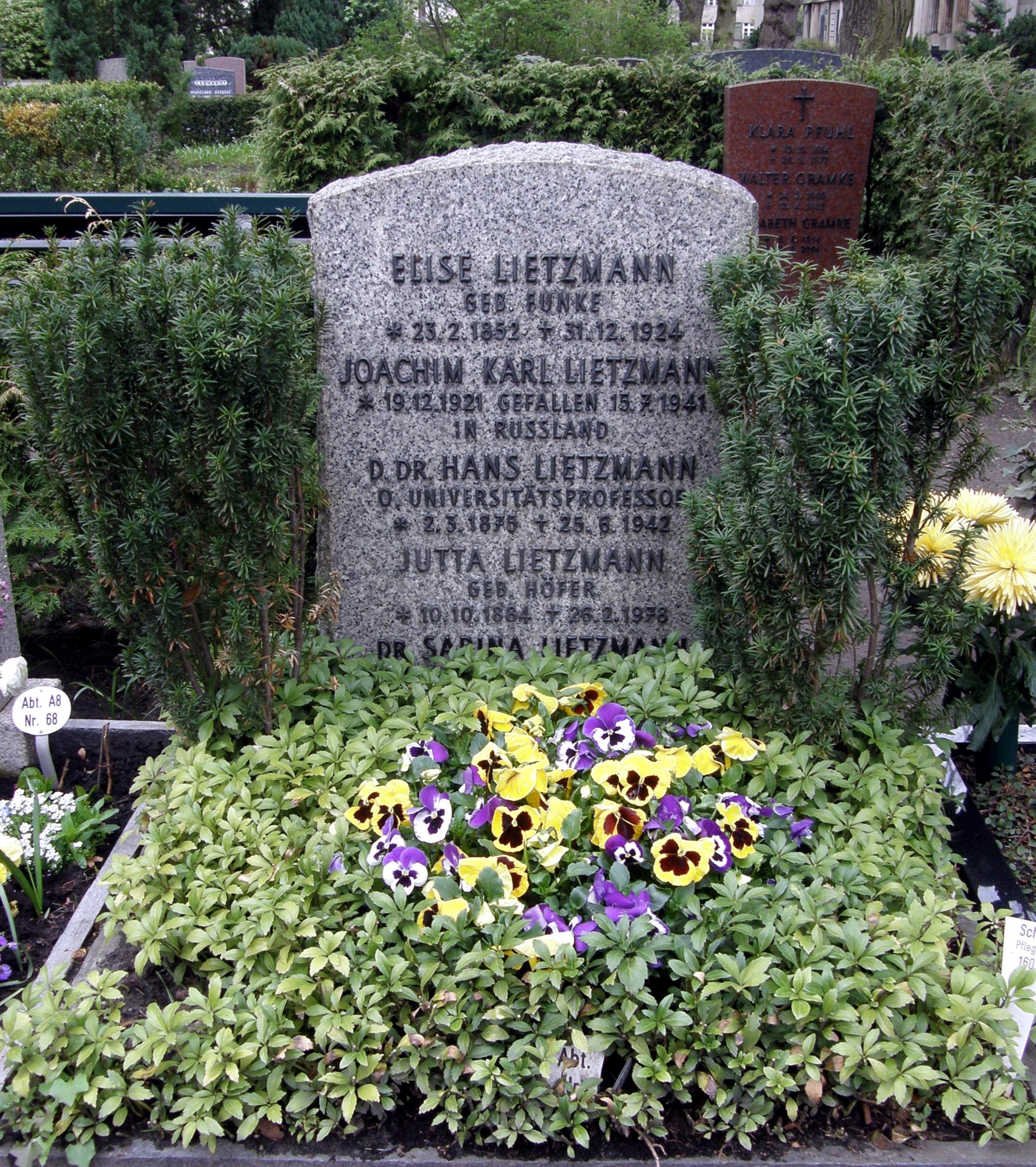
Túmulo do Dr. Hans Lietzmann no CemitérioFriedhof Wilmersdorf, em Berlim